# U.S. Route 89
La U.S. Route 89 è una strada statunitense a carattere nazionale che va da nord a sud ed è formata da 2 sezioni. La sezione settentrionale corre per 650 km (404 mi) dal confine canadese nel Montana all'ingresso nord del parco nazionale di Yellowstone; la sezione meridionale corre per 1.365 km (848 mi) dall'ingresso sud del parco nazionale di Yellowstone fino a Flagstaff (AZ).
Prima del 1992 la strada arrivava fino a Nogales (AZ) ed il suo tragitto andava quindi dal confine canadese a quello messicano.